# The Dancing Town
The Dancing Town (übersetzt Die tanzende Stadt) ist ein US-amerikanischer Zwei-Akt-Stummfilm aus dem Jahr 1928 unter der Regie von Edmund Lawrence mit Helen Hayes in der Hauptrolle. In diesem Film gab Humphrey Bogart sein Debüt auf der Leinwand.
Das Drehbuch von Leitzbach ist adaptiert von der Geschichte Daughters of Shiloh von Rupert Hughes.

## Inhalt
Kleine und etwas größere Kinder treten in einem Tanzwettbewerb gegeneinander an. Kinder der Familien Pepperall und Hopperday nehmen am Turnier teil, das Familienmitglieder der jeweiligen Familie in jeder Hinsicht unterstützen. Später schwingen auch die Erwachsenen das Tanzbein. 

## Produktion, Veröffentlichung
Die Urheberrechte des Films lagen seinerzeit bei der Paramount Famous Lasky Corp., heute Paramount Pictures. Die Filmaufnahmen entstanden in New York City. Das UCLA Film- and Televison Archive ist im Besitz einer vollständigen Kopie des Films.
Gezeigt wurde der Film erstmals am 27. Oktober 1928 in den Vereinigten Staaten. Bekannt ist er auch unter dem Titel Great Actors and Authors #3: The Dancing Town. Erneut präsentiert wurde er am 28. Juli 2004 beim Festival of Preservation.